# Elecciones legislativas de Mayotte de 1978
Elecciones legislativas para la Asamblea Nacional de Francia tuvieron lugar en Mayotte el 12 de marzo de 1978. El territorio eligió un solo escaño, obtenido por Youssouf Bamana del Movimiento Popular de Mahoré.

## Resultados
| Candidato                           | Partido                             | Votos  | %     |
| ----------------------------------- | ----------------------------------- | ------ | ----- |
| Youssouf Bamana                     | Movimiento Popular de Mahoré        | 12 829 | 92,04 |
| Maoulina                            |                                     | 1 109  | 7,96  |
| Votos en blanco/nulos               | Votos en blanco/nulos               |        | –     |
| Total                               | Total                               | 13 938 | 100   |
| Electores registrados/participación | Electores registrados/participación | 18 814 |       |
| Fuente: Sternberger et al.          |                                     |        |       |